# خودروی پزشک اورژانس

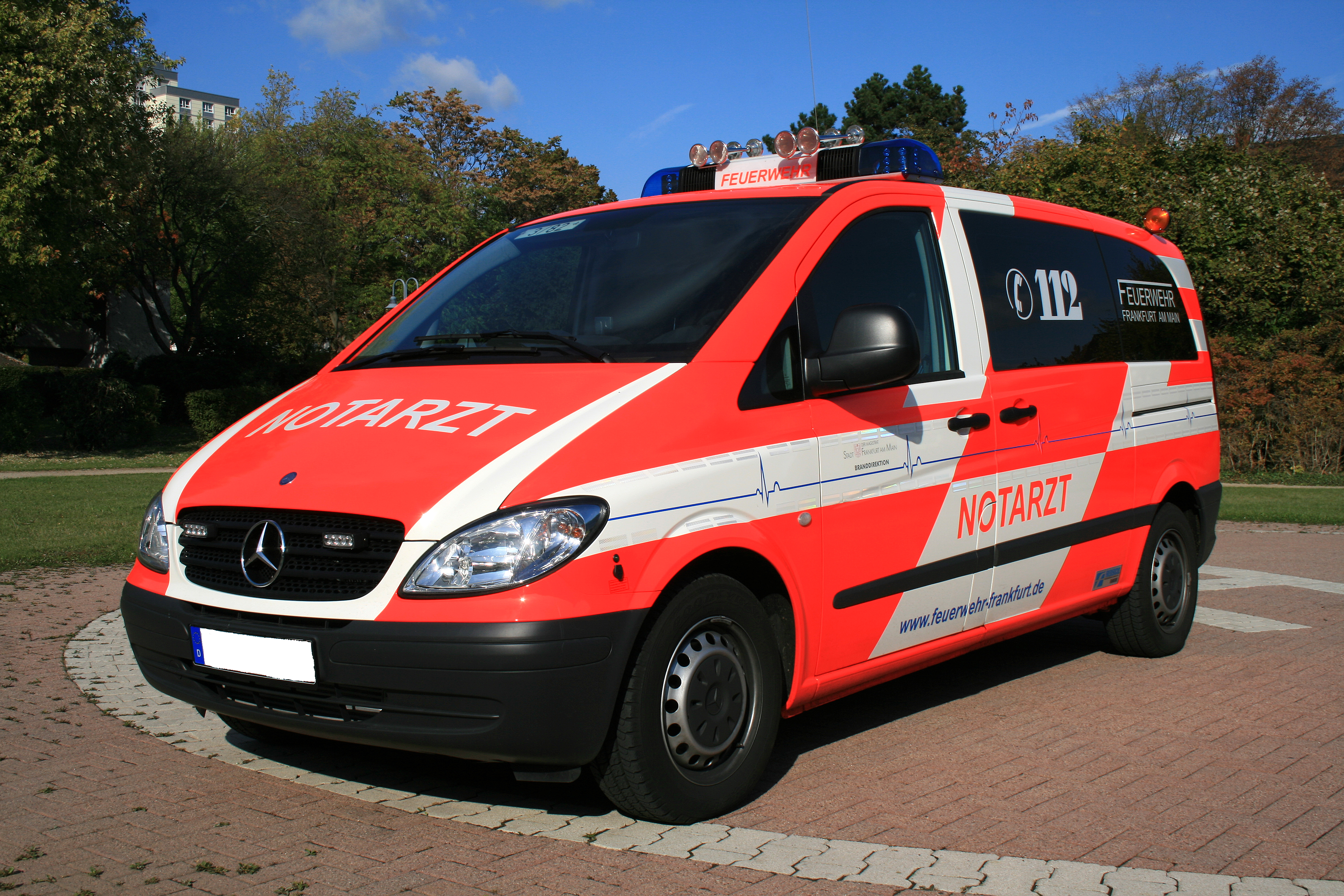
یک خودروی پزشک اورژانس در آلمان

خودروی پزشک اورژانس(به آلمانی: Notarzteinsatzfahrzeug) وسیلهٔ نقلیهٔ خدمهٔ پزشکی تیم فوریت‌های پزشکی یک مرکز اورژانس است. این خودرو خدمات پزشکی را به بیماران اورژانسی که نیاز به مراقبت‌های تخصصی پزشکی در صحنه دارند میرساند.

این خودرو در واقع خودروی حامل پزشک اورژانس است که همراه با آمبولانس به محل اعزام می‌شود. به شیوهٔ این نوع خدمات اورژانسی دوتایی Rendezvous-Systems می‌گویند و در مقابل شیوهٔ دیگری از خدمات فوریتهای پزشکی وجود دارد که آن را Kompaktsyste می‌نامند که در آن پزشک اورژانس در آمبولانس به محل اعزام می‌شود.

در بسیاری از مواقع برای یک کمک فوری مؤثر به یک حادثه دیده بهتر است که فاصلهٔ محل حادثه تا بیمارستان طی نشود و پزشک در صحنهٔ حادثه به معالجهٔ بیمار بپردازد که در این صورت تیم پزشک اورژانس با خودروی جداگانه به محل اعزام می‌گردد و پس از معالجات بیمار به آمبولانس تحویل داده شده و تیم پزشکی برای فوریت بعدی آماده می‌شود. البته بسته به شرایط فرد حادثه دیده ممکن است پزشک اورژانس در طول انتقال بیمار به بیمارستان آمبولانس را همراهی کند.

## تاریخچه
استفاده از پزشک اورژانس اولین بار در دههٔ پنجاه میلادی در هایدلبرگ و هم‌زمان در کلن به‌طور موفقیت‌آمیز آزمایش شد و از پس از آن در سراسر آلمان خودروی پزشک اورژانس مورد استفاده قرار گرفت.
برای کاهش زمان رفت و برگشت یا زمان آوردن پزشک به حادثه، بنیاد بیورن اشتایگر خودروی پزشک اورژانس را توسعه داد و در سال ۱۹۷۹ میلادی برای اولین بار در نمایشگاه بین‌المللی اتومبیل فرانکفورت به نمایش در آمد. در همان سال آن بنیاد چهار عدد از این خودروها را برای موسسات کمک‌رسانی در بن ارسال کرد.
در اتریش و فرانسه نیز بعدها چنین سیستمی برای فوریتهای پزشکی استفاده شد و به همین دلیل این سیستم فرانکو-ژرمنی یا در اصطلاح زبان انگلیسی Stay and Play نام گرفته و در مقابل سیستم آنگلو-آمریکایی یا Scoop and Run قرار دارد که در آن آمبولانس بیمار را هر چه سریع تر به نزدیکترین بیمارستان منتقل می‌کند.

## نگارخانه
در چند کشور اروپایی از جمله آلمان و اتریش، تیم‌های اورژانسی، شامل پزشک اورژانس و پیراپزشک به همراه این اتومبیل واکنش سریع (در آلمان به نام NEF از Notarzteinsatzfahrzeug به معنای وسیله نقلیه خدمه تیم پزشکی اورژانسی) بوده که در مواقع حساس حادثه، انجام وظیفه می‌کنند.

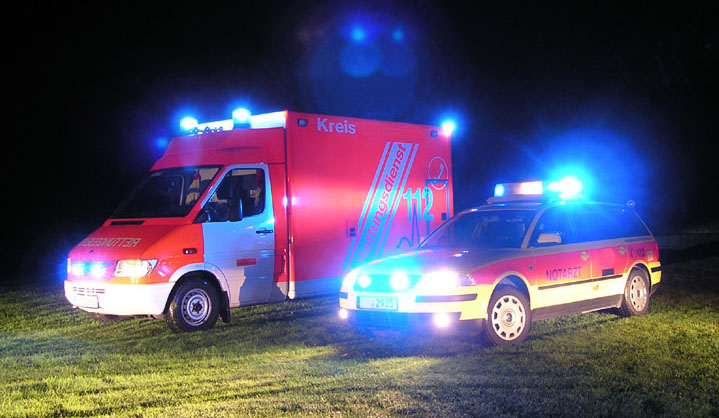
یک آمبولانس در کنار یک خودروی پزشک اورژانس
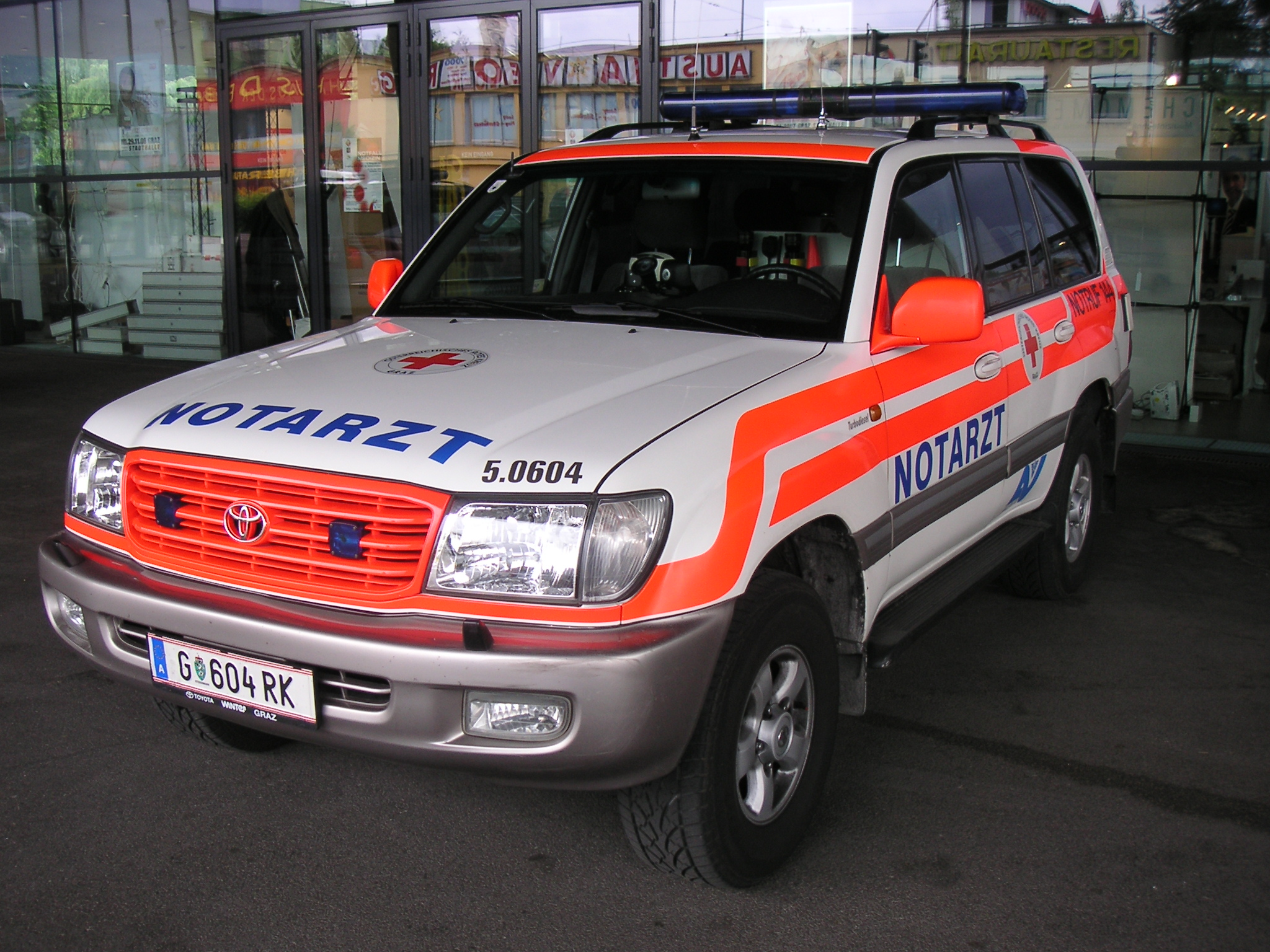
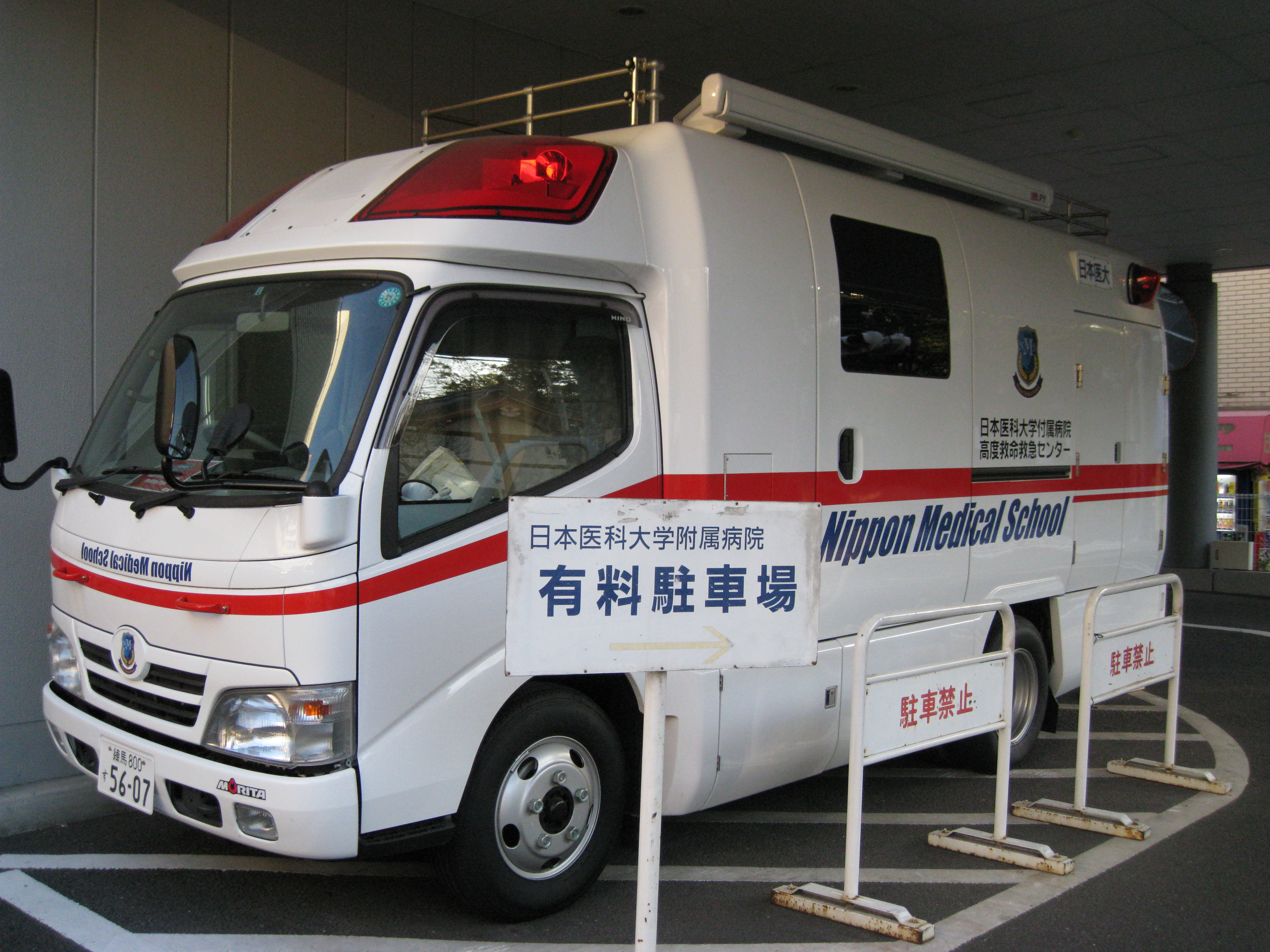
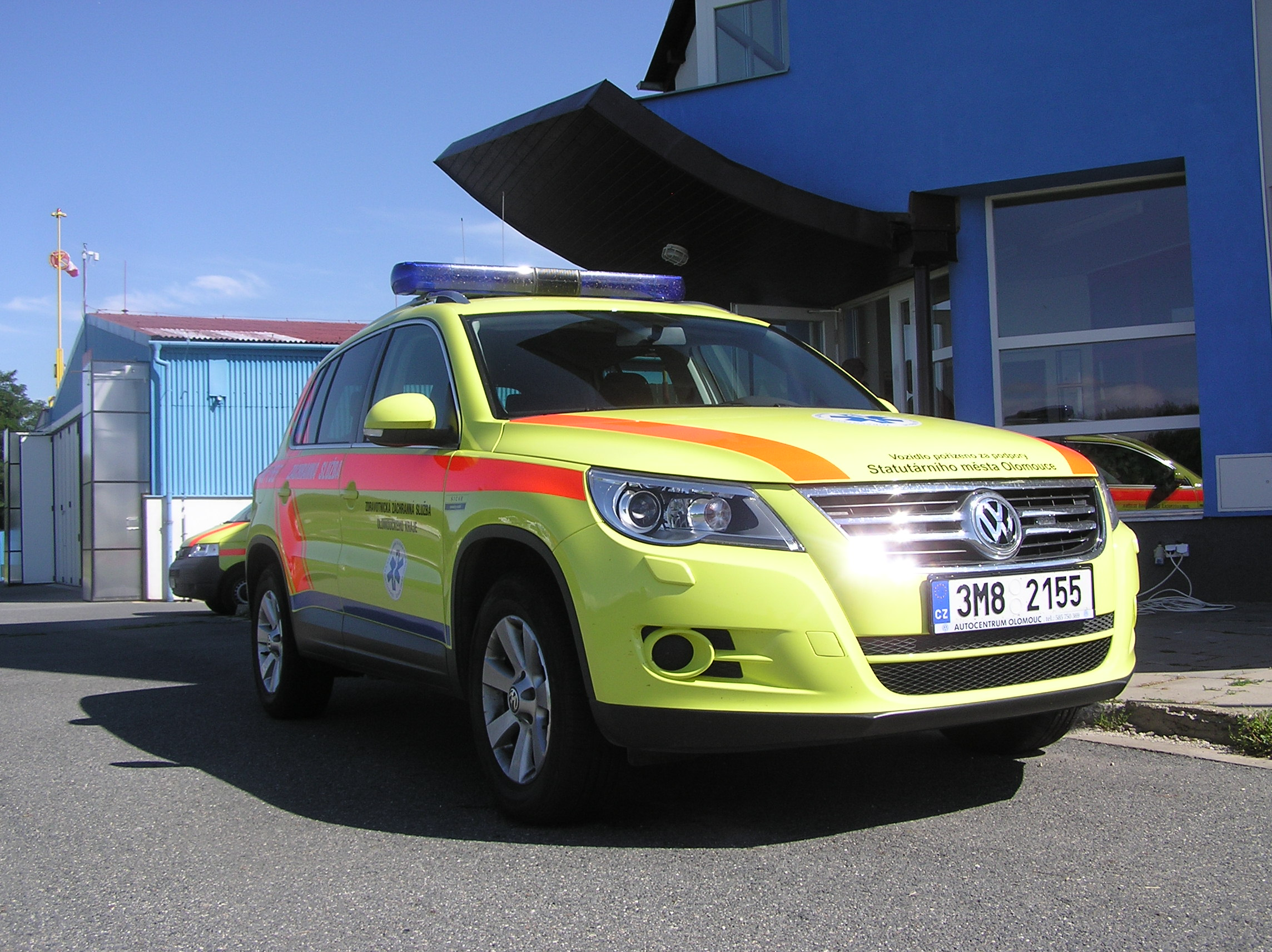
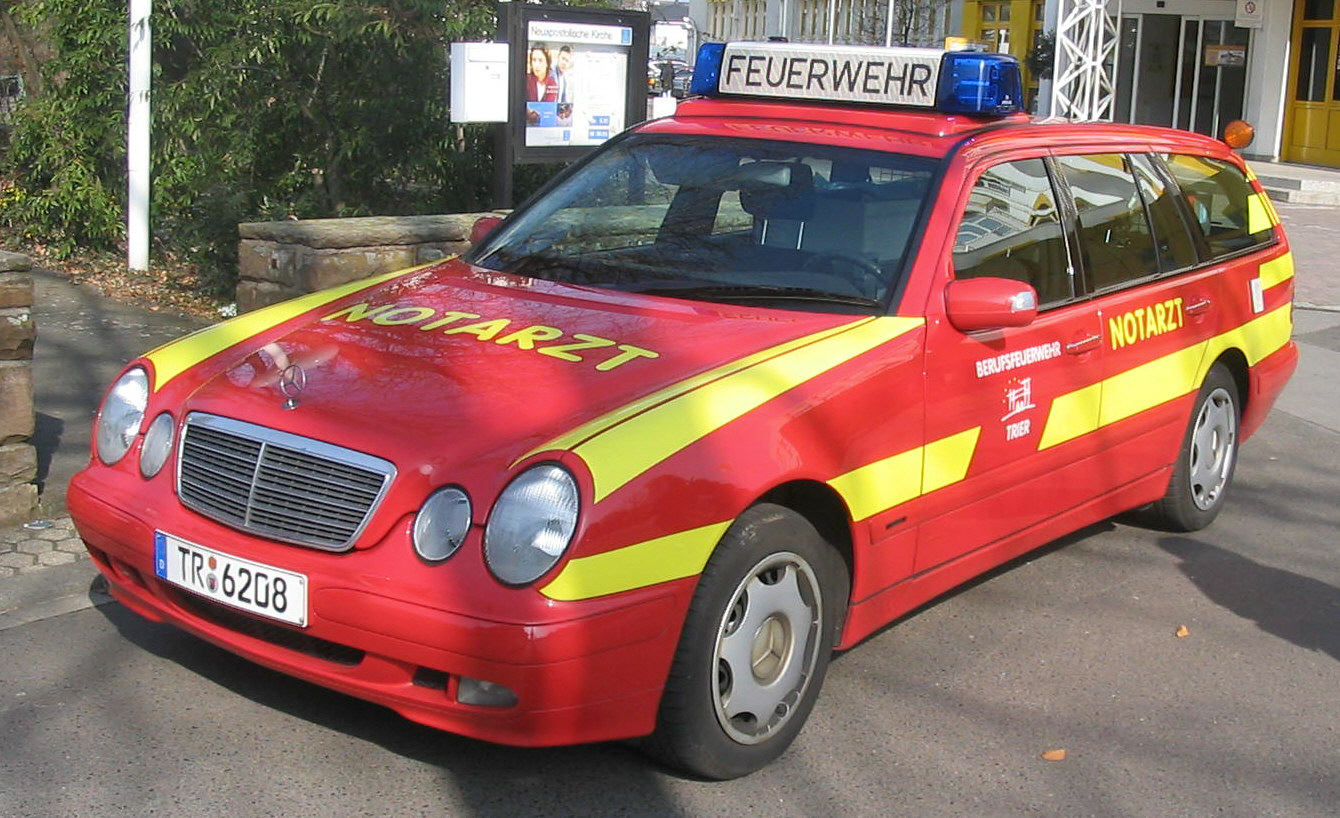